# Ikaji Salum
Ikaji Salum (* 15. Februar 1967 in Tansania, auch Ikaji Salim genannt) ist ein ehemaliger Langstreckenläufer. Seine persönliche Bestmarke im Marathon erreichte er 1994 mit 2:17:33 h, im 3000-Meter-Hindernislauf 1988 mit 8:54,2 min.

## Ergebnisse
| Jahr | Bewerb                             | Ort                      | Typ                      | Rang | Zeit (min/h) |
| ---- | ---------------------------------- | ------------------------ | ------------------------ | ---- | ------------ |
| 1988 | Olympische Sommerspiele            | Seoul, Korea             | 3000-Meter-Hindernislauf | 9    | 8:54,2       |
| 1992 | Boston-Marathon                    | Boston, USA              | Marathon                 | 35   | 2:21:58      |
| 1993 |                                    | Würzburg, Deutschland    | 10-Kilometer-Lauf        |      | 28:20        |
| 1993 |                                    | Zaandam, Niederlande     | 10-Meilen-Lauf           |      | 46:40        |
| 1993 |                                    | Berlin, Deutschland      | 25-Kilometer-Lauf        |      | 1:14:48      |
| 1994 | Südtirol-Marathon                  | Südtirol, Italien        | Marathon                 | 2    | 2:17:33      |
| 1994 |                                    | Gualteiri, Italien       | Halbmarathon             |      | 1:02:30      |
| 1995 | Leichtathletik-Weltmeisterschaften | Göteborg, Schweden       | Marathon                 | 16   | 2:18:39      |
| 1995 |                                    | La Courneuve, Frankreich | 15-Kilometer-Lauf        |      | 43:59        |
| 1995 | Rome City                          | Rom, Italien             | Marathon (zu kurz)       | 2    | 2:10:25      |
| 1996 | Olympische Sommerspiele            | Atlanta, USA             | Marathon                 | 69   | 2:25:29      |
| 1997 |                                    | Enschede, Niederlande    | Marathon                 | 17   | 2:30:34      |